# Росон (річка)
Росон  (швед. Rosån) — мала річка на півночі Швеції, у лені Норрботтен. Довжина становить приблизно 30 км, площа басейну  — 196,8 км².  Середня річна витрата води — 2,11 м³/с.